# سيندي سانيو
سيندي سانيو (بالإنجليزية: Cindy Sanyu)‏، هي ممثلة وموسيقية أوغندية.

## وصلات خارجية
- سيندي سانيو على موقع ميوزك برينز (الإنجليزية)